# Mecas cirrosa
Mecas cirrosa là một loài bọ cánh cứng trong họ Cerambycidae.